# Il colonnello Jack
Il colonnello Jack (Colonel Jack) è un romanzo di Daniel Defoe pubblicato nel 1722 con un lunghissimo titolo «The History and Remarkable Life of the truly Honourable Col. Jacque, commonly call'd Col. Jack, who was Born a Gentleman, put 'Prentice to a Pick−Pocket, was Six and Twenty Years a Thief, and then Kidnapp'd to Virginia, Came back a Merchant; was Five times married to Four Whores; went into the Wars, behav'd bravely, got Preferment, was made Colonel of a Regiment, came over, and fled with the Chevalier, is still abroad compleating a Life of Wonders, and resolves to dye a General» (in italiano: «Storia della straordinaria vita del molto onorevole Colonnello Jack, che nacque gentiluomo, fu messo apprendista presso un borsaiolo, fece per ventisei anni il ladro, e fu poi rapito in Virginia. Tornò mercante, sposò quattro mogli, e cinque di loro si rivelarono sgualdrine; andò alle guerre, si comportò coraggiosamente, fu promosso, venne nominato colonnello di reggimento, rimpatriò e fuggì con il Cavaliere, ed è ora all'estero completando una vita di meraviglie, e ha in animo di morire generale»").

## Trama
La vicenda inizia in Inghilterra verso la metà del XVII secolo. Jack, il protagonista del romanzo, narra in prima persona la propria vita: nato a Londra da una relazione illegittima, Jack è affidato dal padre naturale subito dopo la nascita a una balia, la quale si impegna a rivelare al bambino, una volta cresciuto, che in realtà è un "gentiluomo". La balia alleva il protagonista insieme ad altri due bambini, tutti di nome Jack e della stessa età: per distinguerli, la balia soprannomina "Capitan Jack" il proprio figlio, "Colonnello Jack" il nostro protagonista e "Maggiore Jack" un terzo bambino che le è stato anch'esso affidato dalla nascita perché "figlio della colpa". La balia muore quando Colonnello Jack ha dieci anni d'età. Rimasti soli, i tre fratelli di latte entrano in combriccole di furfanti: Colonnello e Maggiore Jack diventano abili borseggiatori, Capitan Jack un truce rapitore di bambini. Tuttavia Capitan Jack, dopo essere stato arrestato e condannato alla fustigazione pubblica, una volta libero si associa anch'egli a Colonnello Jack nell'attività del borseggio.
Capitan Jack, incline a comportamenti crudeli, è nuovamente arrestato e condotto nella prigione di Newgate. Colonnello Jack diventa allora socio di un ladro e scassinatore di nome Will; quest'ultimo tuttavia più che un ladruncolo è un criminale che non esita a uccidere. Colonnello Jack si sente a disagio per la mancanza di scrupoli del socio («Ah, se avessi un lavoro da guadagnarmi il pane! Non ruberei più. Perché certo è una cosa cattiva e abominevole»). Will è infine arrestato, condotto anche lui nella prigione di Newgate, processato per furto e omicidio e quindi impiccato. Poco tempo dopo Colonnello Jack incontra Capitan Jack, che nel frattempo è scappato dalla prigione; per sfuggire alla giustizia inglese i due decidono di recarsi insieme in Scozia, all'epoca uno Stato indipendente. A Edimburgo Capitan Jack si volatilizza, e Colonnello Jack, rimasto solo, ne approfitta per imparare a leggere e a scrivere. Molti mesi dopo Capitan Jack riappare in divisa militare: si è arruolato nell'esercito scozzese diretto alle Fiandre e convince Colonnello Jack ad arruolarsi anche lui. Prima di partire per le Fiandre, però, i due Jack disertano e decidono di ritornare in Inghilterra. Si recano perciò a Newcastle dove si imbarcano su una nave che credono sia diretta a Londra; la nave in realtà è diretta in Virginia dove i due Jack sono venduti come schiavi: troveranno «lavoro pesante, alloggio orribile e mangiare scarso». In Virginia tuttavia Colonnello Jack, pentito della vita passata, grazie all'aiuto del padrone, ben disposto nei suoi confronti, si dedica interamente al lavoro: diventerà col tempo un onesto e agiato proprietario di una piantagione di tabacco.

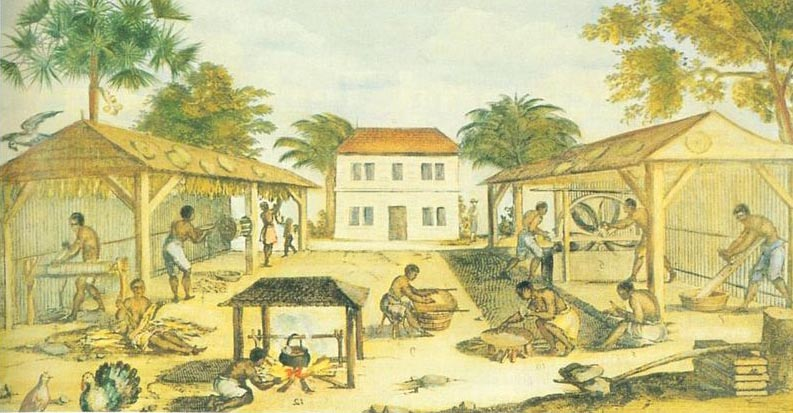
Schiavi in una piantagione di tabacco in Virginia

Affidata la gestione della piantagione a un suo onesto dipendente, Jack si imbarca per l'Inghilterra; ma la nave sulla quale viaggia viene catturata da corsari francesi. Jack viene condotto a Bordeaux dove rimane a lungo finché i francesi lo liberano in cambio di un mercante francese detenuto dagli inglesi. Dopo il lungo soggiorno in Francia Jack è affascinato dai costumi francesi: in Inghilterra si fa chiamare "Colonnello Jacques". Commette tuttavia un errore: sposa una cacciatrice di dote («Nelle cose d'amore ero proprio un ragazzino, di femmine non sapevo niente [...] sfortunatamente le dissero che io ero un nababbo, un gran mercante, e che avrebbe la vita d'una regina»). La moglie si rivela essere scialacquatrice e adultera, e il matrimonio finisce con un divorzio. Deluso, Jack, ora "Colonnello Jacques", parte per la Francia, dove acquista una compagnia di soldati di uno dei reggimenti irlandesi che combatterono come mercenari per la Francia tra la fine del XVII e gli inizi del XVIII secolo. Con i suoi soldati il protagonista combatte in Italia nella guerra di successione spagnola. Per il coraggio dimostrato battaglia di Cremona (1º febbraio 1702), Jacques ottiene infine effettivamente il titolo di "colonnello":
(Daniel Defoe, Il colonnello Jack, pp. 183-84)

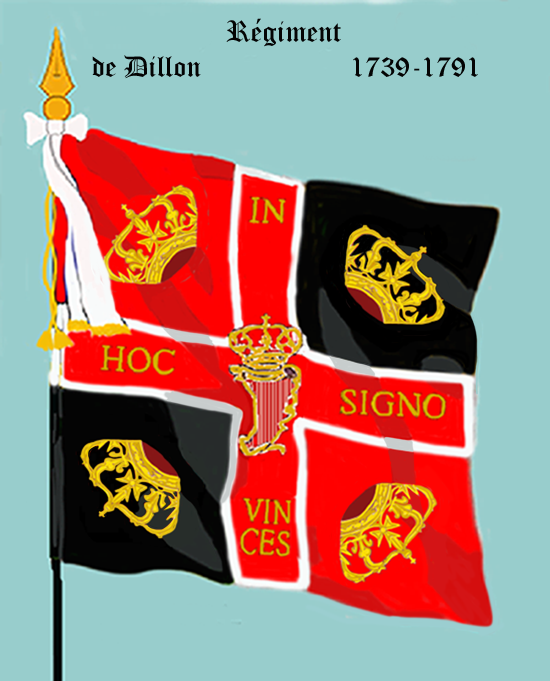
Bandiera del reggimento irlandese di Dillon

Fatto prigioniero dalle truppe del Principe Eugenio, il colonnello è trasferito dapprima a Parma e successivamente a Trento dove si innamora di una giovane donna del luogo e la sposa. Una volta in libertà, dopo il pagamento di un riscatto, Jacques si stabilisce a Parigi con la giovane moglie. È tuttavia geloso della ragazza: sfida a duello un giovane aristocratico francese che sospetta sia l'amante della moglie, e lo ferisce gravemente. Ricercato dalla legge francese, che vieta i duelli, Jacques riesce a ritornare a Londra, dopo aver seguito un complicato itinerario. Quanto alla moglie italiana, rimarrà in Francia dove diverrà la compagna del giovane aristocratico ferito in duello dal marito.

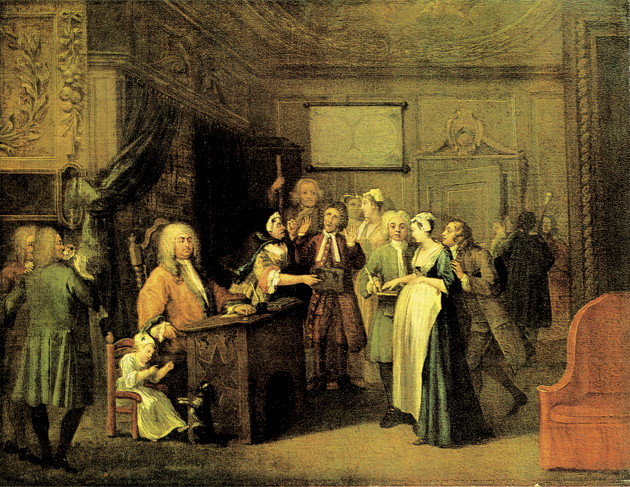
William Hogarth, La denuncia

In Inghilterra sposa una giovane vedova. Il terzo matrimonio si rivela inizialmente felice, allietato dalla nascita di tre figli. Tuttavia, dopo l'ultima gravidanza la moglie comincia a bere, diventa progressivamente alcolizzata e infine muore. La necessità di ottenere aiuto per accudire i propri figli spinge Jack a cercare una nuova moglie. La scelta, questa volta felice, cade su Moggy, «una campagnola sempliciotta»)). Moggy le dà altri due figli. Dotata di buon senso, Moggy impedisce al marito di aggregarsi ai ribelli giacobiti in armi alla vigilia della battaglia di Preston. La serenità coniugale è interrotta da un'epidemia di vaiolo durante la quale muoiono Moggy e tre dei cinque figli. Jack decide allora di lasciare l'Inghilterra e di ritornare in Virginia.
In America Jack incontra la prima moglie, dalla quale aveva a suo tempo divorziato; i due si riappacificano e si risposano. Intanto in Virginia giungono, per essere venduti come schiavi, i giacobiti sconfitti. Jack teme di essere riconosciuto da qualcuno di loro e denunciato come ex giacobita. Decide perciò di partire per le Indie Occidentali Britanniche giustificando la partenza con problemi di salute. Decide di ritornare in Virginia dopo aver appreso che un'amnistia regia ha cancellato i reati politici; ma la nave su cui si è imbarcato viene assalita dagli spagnoli, e Jack è condotto prigioniero all'Avana. Jack rivendica presso gli spagnoli i suoi trascorsi di combattente dalla parte di Francia e Spagna in Italia; riesce quindi a trarre profitto della sua conoscenza della lingua spagnola, appresa a suo tempo in Italia, avviando traffici commerciali, per lo più illeciti, fra le colonie spagnole e le colonie britanniche. Il romanzo termina con Jack che, fingendo di essere spagnolo, si è imbarcato su una nave diretta a Cadice; da qui si è recato a Londra, e quindi ha richiamato la moglie dalla Virginia con l'intenzione trascorrere con lei nella capitale il resto della vita.

## Critica

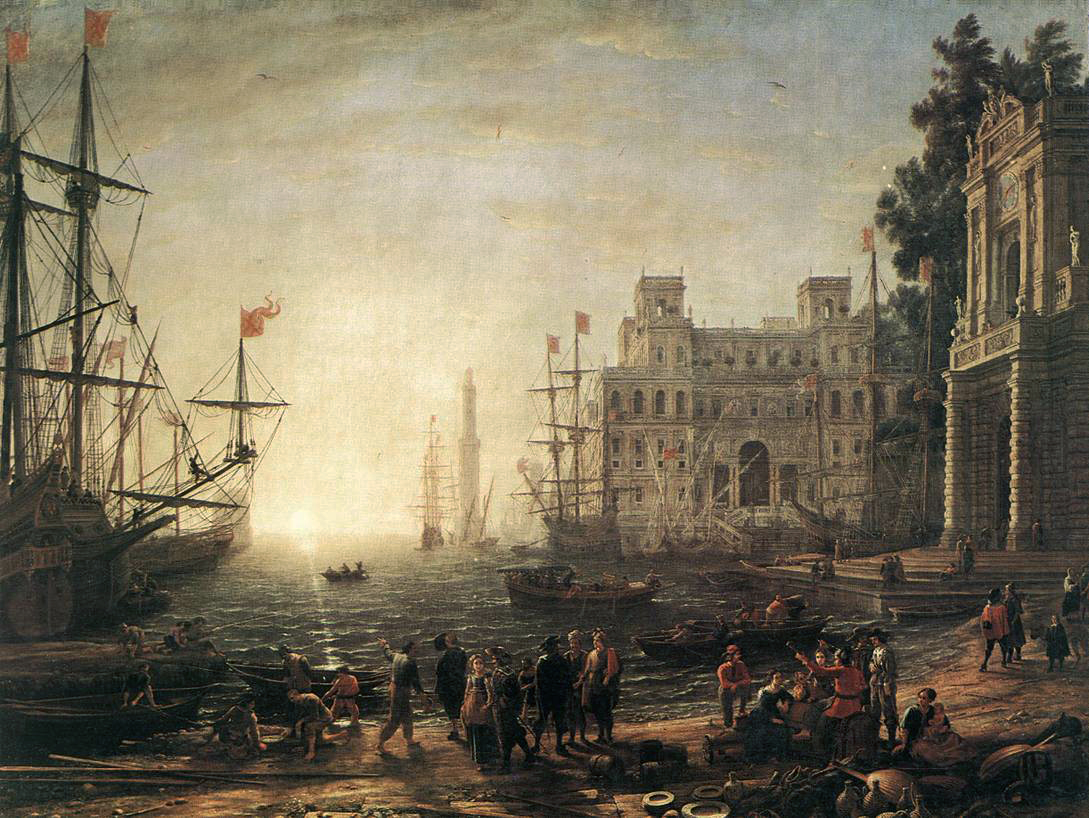
Claude Lorrain, Porto con Villa Medici, 1637

Il colonnello Jack è stato pubblicato alla fine del 1722, lo stesso anno in cui apparvero il Diario dell'anno della peste, e Fortune e sfortune della famosa Moll Flanders (Moll Flanders). La trama del Colonnello Jack presenta numerosi temi in comune con altri romanzi di Defoe, soprattutto con Moll Flanders. I protagonisti dei due romanzi, infatti, raccontano la loro vita in prima persona; entrambi orfani in giovane età, hanno svolto per lungo tempo attività criminose, a cui tuttavia si erano dedicati perché spinti dal bisogno; entrambi sono stati processati per un crimine che non avevano commesso; entrambi sono stati deportati in America, dove tuttavia sono diventati benestanti; entrambi, analfabeti, hanno appreso a leggere e a scrivere grazie all'opera di un insegnante privato; entrambi si sono sposati cinque volte, e l'ultima volta risposando una persona con la quale avevano già contratto matrimonio in precedenza; entrambi decidono di vivere in Inghilterra al termine delle vicende narrate nel romanzo. Altri temi a comune in Moll Flanders e Il colonnello Jack sono la consapevolezza dei protagonisti di appartenere per nascita a un ceto sociale superiore (il padre naturale di Jack aveva incaricato la balia di riferire al figlio che era un "gentiluomo"), il valore etico del denaro e i rapporti con la legge e il crimine.
Come nei precedenti romanzi di Defoe, alcune caratteristiche stilistiche danno l'impressione di verosimiglianza: l'uso della prima persona, un registro linguistico medio-basso di chi si rivolge soprattutto a un pubblico di artigiani e mercanti, e l'accumulo di dettagli con cui è descritta l'azione dei personaggi.
Come le opere precedenti, anche Il colonnello Jack ebbe un grande successo all'epoca della sua pubblicazione. Il romanzo conobbe una temporanea eclissi in età vittoriana, come peraltro quasi tutte le opere di Defoe. Ai giorni nostri la critica ha apprezzato soprattutto la prima parte del romanzo, laddove viene descritta la giovinezza del protagonista nei bassifondi criminali di Londra, istituendo il parallelo con l'infanzia di Oliver Twist di Dickens.

## Edizioni

### In lingua inglese
- Daniel Defoe, The history and remarkable life of the truly honourable Col. Jacque, commonly call'd Col, Jack, who was born a gentleman, put prentice to a pickpocket, was six and twenty years a thief, and then kidnapp'd to Virginia ..., Printed, and sold by J. Brotherton, at the Royal-Exchange; T. Payne, near Stationers-Hall; W. Mears, at the Lamb, and A. Dodd, at the Peacock without Temple-Bar; W. Chetwood, in Covent-Garden; J. Graves, in St. James's-Street; S. Chapman, in Pall-Mall, and J. Stagg, at Westminster-Hall, 1723 (recte 1722)
- Colonel Jack; introduzione di David Roberts, Oxford; New York: Oxford University Press, Collezione The World's Classics, 1989, XXXIV, 313 p. ISBN 0-19-282224-1

### Traduzioni in lingua italiana
- Il colonnello Jack; traduzione e prefazione di Nemi D'Agostino, Collezione di classici inglesi, Milano: Garzanti, 1953, XIX, 315 p.
- Le avventure del colonnello Jack; a cura di Paolo Amalfitano; traduzione di Nemi D'Agostino, Collezione Archivio del romanzo, Napoli: Guida, 1983, 310 p., ISBN 88-7042-142-2; 21 cm.